# Mauritania en los Juegos Olímpicos de Seúl 1988
Mauritania estuvo representada en los Juegos Olímpicos de Seúl 1988 por seis deportistas masculinos que compitieron en dos deportes.
El portador de la bandera en la ceremonia de apertura fue el luchador Omar Samba Sy. El equipo olímpico mauritano no obtuvo ninguna medalla en estos Juegos.